# محروس الجارحي
محروس الجارحي هو ممثل ومؤلف مصري مثّل في 13 عمل سينمائي وتلفزيوني ومسرحي وإذاعي، وقد ألّف ووضع السيناريو والحوار لفيلم نار في صدري وهي القصة الوحيدة التي قام بتأليفها.

## أعماله

### أفلامه السينمائيه
- نهاية حب من إنتاج عام 1957
- باب الحديد من إنتاج عام 1958
- نار في صدري من إنتاج عام 1963

### مسلسلاته التلفزيونيه
- المفسدون في الأرض
- واشهد يا زمان
- على هامش السيرة إنتاج سنة 1978
- محمد رسول الله (ج1) إنتاج سنة 1980
- محمد رسول الله (ج2) إنتاج سنة 1981

### مسرحياته
- قمبيز
- ياسين وبهية إنتاج سنة 1965
- عبود عبده عبود إنتاج سنة 1970

### مسلسلاته الإذاعيه
- أشجع رجل في العالم
- أدهم الشرقاوي
- ملك الطاولة

## روابط خارجية
- محروس الجارحي على موقع الدهليز
- محروس الجارحي على موقع قاعدة بيانات الأفلام العربية